# Moor-Steinbrech
Der Moor-Steinbrech (Saxifraga hirculus), auch Bocks-Steinbrech und Goldblumiger Steinbrech genannt, ist eine Pflanzenart innerhalb der Familie der Steinbrechgewächse (Saxifragaceae). Sie ist auf der Nordhalbkugel weit verbreitet, jedoch in Zentraleuropa gefährdet bis verschollen.

## Beschreibung

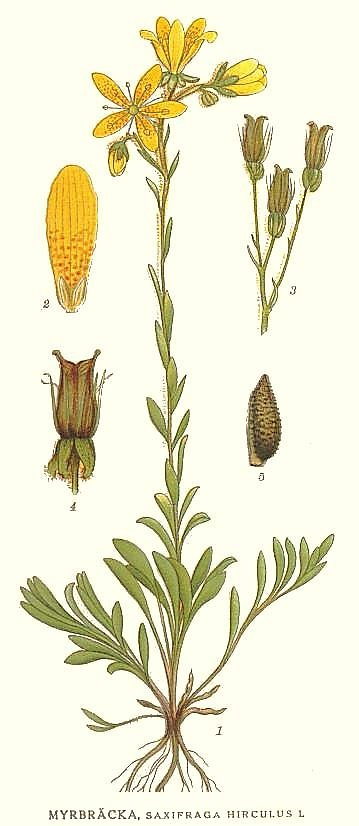
Illustration

### Erscheinungsbild und Blatt
Der Moor-Steinbrech wächst als sommergrüne, ausdauernde krautige Pflanze und erreicht Wuchshöhen von (6,5 bis) 10 bis 40 Zentimeter. Er bildet in den Blattachseln der Grundblätter Ausläufer oder es werden Rhizome gebildet; so entstehen lose Bestände. Der Stängel ist braun-rot zottig behaart.
Die wechselständigen Laubblätter sind nicht in Rosetten angeordnet. Wenn Blattstiele vorhanden sind, dann sind sie 3 bis 20 (selten bis zu 35) mm lang und mehr oder weniger abgeflacht. Die einfachen, dünnen bis etwas fleischigen Blattspreiten sind (5 bis) 10 bis 30 mm lang, linealisch oder linealisch-verkehrt-lanzettlich bis spatelförmig mit spitzem bis zugespitztem oberen Ende. Es können an der Blattspitze nicht sekretorische Hydathoden vorhanden sein. Die Grundblätter besitzen einen braun zottig behaarten 1,2 bis 2,2 cm langen Blattstiel. Die Blattspreiten der Grundblätter sind 1,1 bis 2,2 cm lang und 3 bis 10 mm breit, elliptisch, lanzettlich oder länglich bis linealisch-länglich mit braun weich behaartem oder kahlen Spreitenrand und kahlen Blattflächen; manchmal ist ihre Basis braun-rot zottig behaart. Die Länge der Blattstiele nimmt bei den Stängelblättern kontinuierlich ab, bis sie fehlen. Die einfachen Blattspreiten der Stängelblätter sind 0,4 bis 2,2 cm lang und 1 bis 6 mm breit, lanzettlich bis länglich mit glattem, braun zottig behaartem (bewimpertem) Blattrand und kahlen Blattflächen. Die obersten Blätter sind manchmal stängelumfassend. Nebenblätter fehlen.

### Blütenstand, Blüte, Frucht und Samen
Die Blüten stehen einzeln oder zu zweit bis viert in einem, 2 bis 3,7 cm langen, zymösen Blütenstand zusammen, dessen Achsen spärlich bis dicht rötlich-braun zottig behaart sind. Die Tragblätter sind sitzend. Die 0,9 bis 1,3 cm langen Blütenstiele sind braun zottig behaart. Die Blütenknospen hängen.

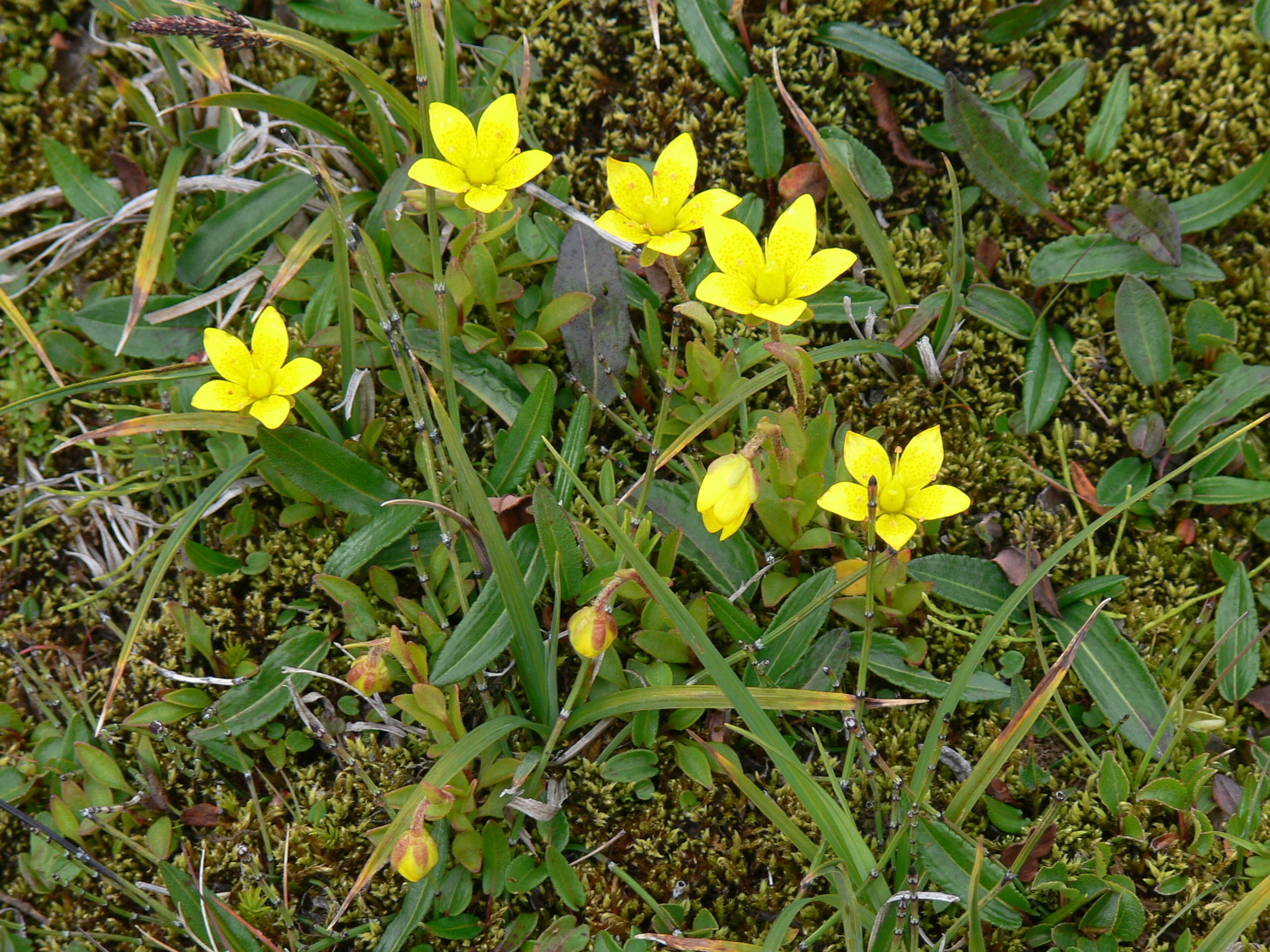
Fünfzählige Blüten

Die zwittrigen Blüten sind radiärsymmetrisch und fünfzählig mit doppelter Blütenhülle. Die fünf freien, manchmal purpurfarbenen Kelchblätter sind meist kahl, selten rötlich-braun behaart, 3 bis 6,1 mm lang und 1,5 bis 3,5 mm breit, dreieckig, elliptisch bis mehr oder weniger eiförmig, mit stumpfem oder spitzen oberem Ende und rötlich-braun bewimperten Rändern. Die Kelchblätter sind aufrecht, aufsteigend bis ausgebreitet und krümmen sich bis zur Fruchtreife zurück und besitzen 3 bis 11, selten bis zu 13 Nerven. Die Kronblätter sind doppelt so lang wie die Kelchblätter. Die fünf freien Kronblätter sind 6 bis 18 mm (Flora of North America) oder 7,9 bis 10,3 mm (Flora of China) lang und 2,9 bis 6,8 mm breit, elliptisch bis länglich oder verkehrt-eiförmig bis schmal-eiförmig mit fast stumpfem oder spitzem oberem Ende. Die Kronblätter sind 0,3 bis 0,5 mm lang genagelt. Die gelben und sich beim Trocknen cremefarben verfärbenden Kronblätter sind oft orangefarben bis rot punktiert. Die Kronblätter weisen zwei Schwielen und 7 bis 11, selten bis zu 17 Nerven auf. Es sind zwei Kreise mit je fünf freien, 4 bis 5,5 mm langen Staubblättern vorhanden. Die zwei oberständigen, 2 bis 5 mm langen, eiförmigen Fruchtblätter sind nur teilweise verwachsen, mit freien und auseinanderweisenden Enden. Die zwei Griffel weisen eine Länge von 1 bis 1,8 mm auf.
Die zweifächerige Kapselfrucht enthält viele braune Samen.
In China liegt die Blütezeit und die Reifezeit der Früchte zwischen Juni und September. In Nordamerika liegt die Blütezeit im Sommer.

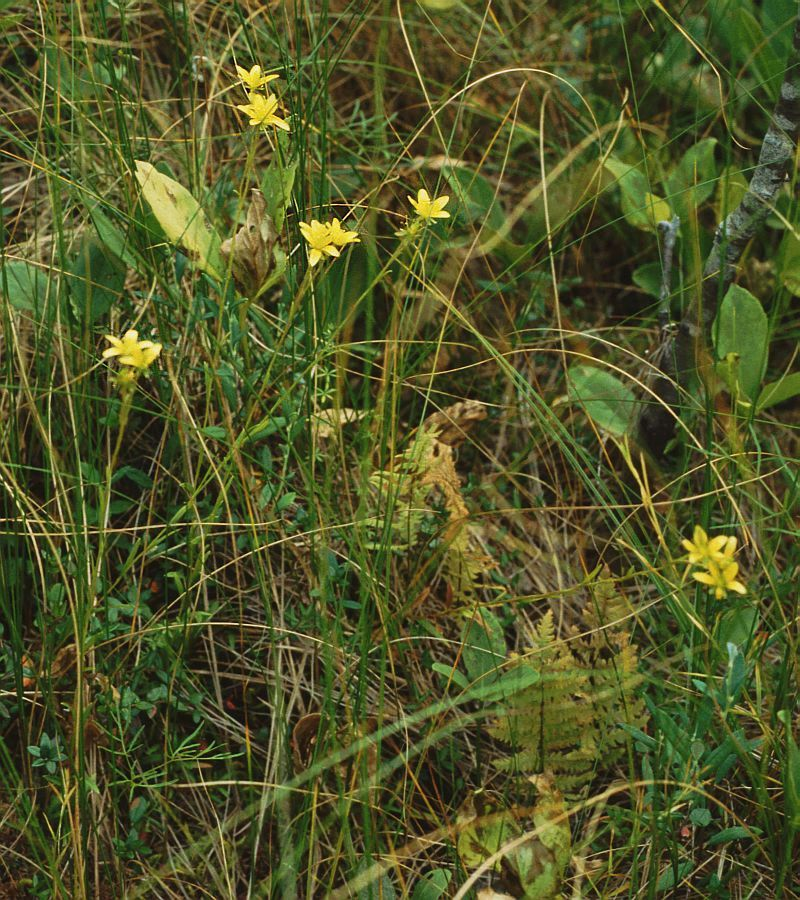
Moor-Steinbrech (Saxifraga hirculus)

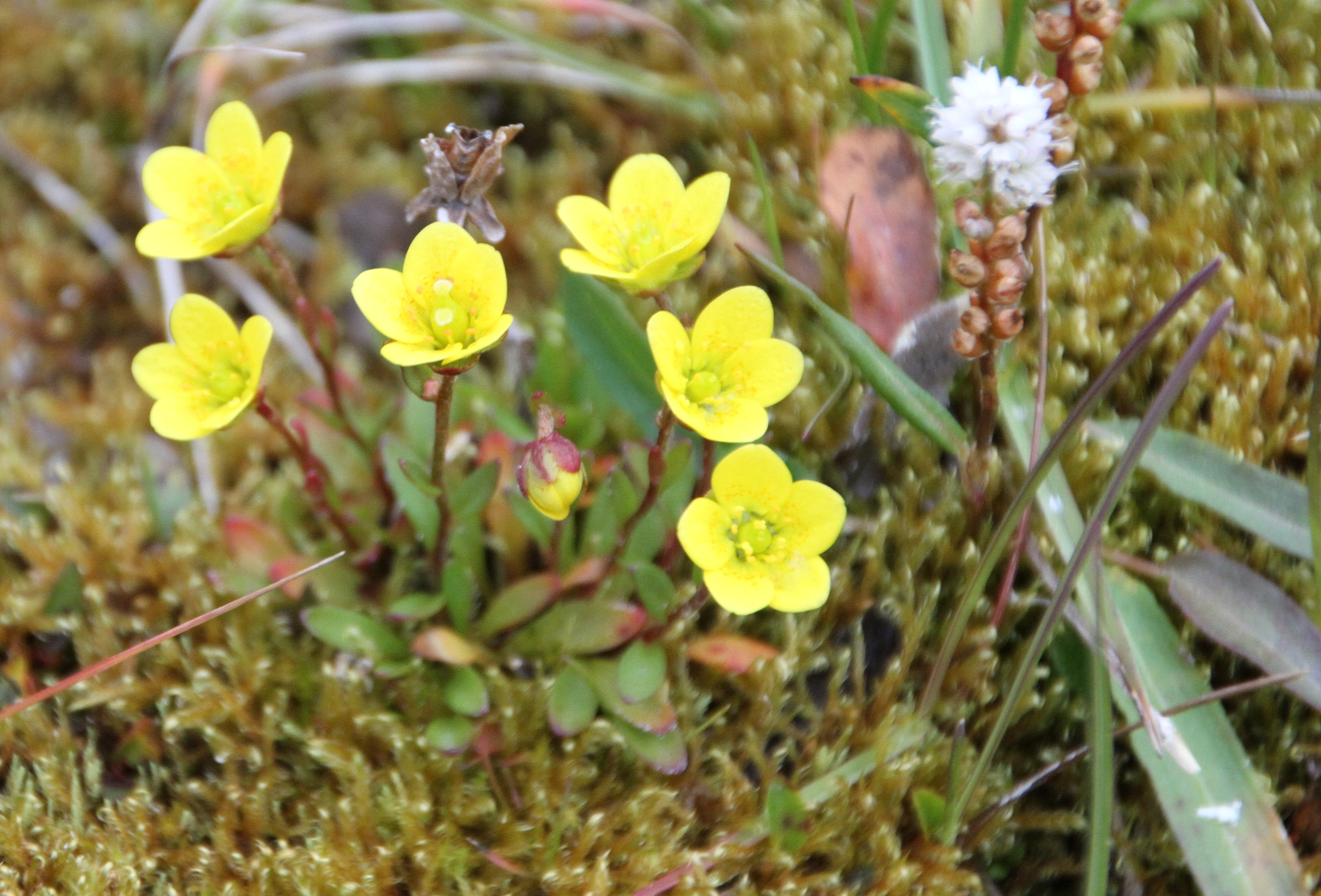
Moor-Steinbrech (Saxifraga hirculus)

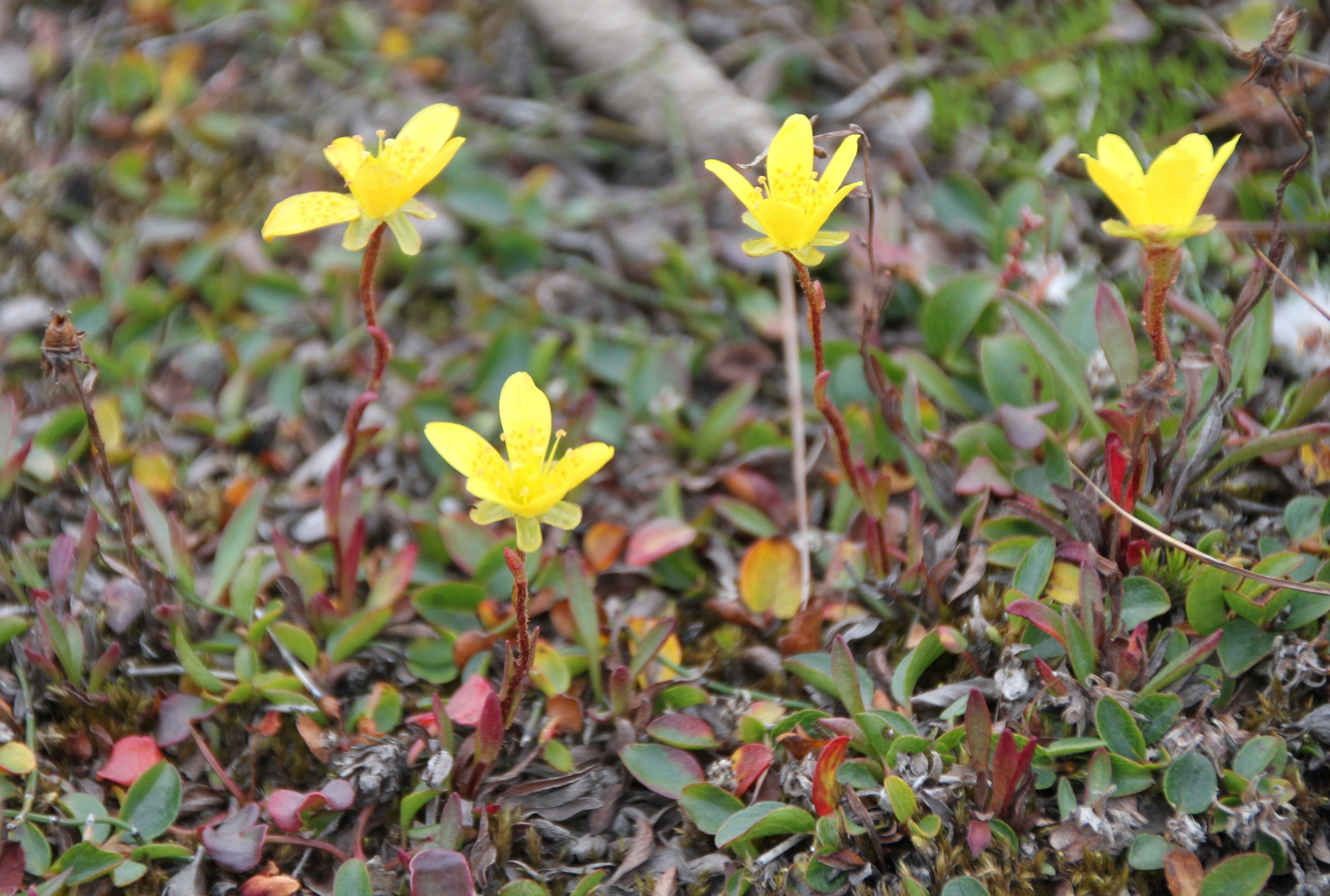
Moor-Steinbrech (Saxifraga hirculus)

### Chromosomenzahl
Die Chromosomenzahl beträgt 2n = 16, 24 oder 32; ausgehend von der Grundzahl der Gattung Saxifraga von x = 8 ergibt sich Diploidie, Triploidie und Tetraploidie (Ploidiegrad).

## Vorkommen
Saxifraga hirculus ist in den Arktischen bis Gemäßigten Breiten der Nordhalbkugel (Holarktis) sehr weit verbreitet. Fundorte gibt es in Grönland, Island, Spitzbergen, Finnland, Norwegen, Schweden, Dänemark, Irland, im Vereinigten Königreich, südlichen und nördlichen Deutschland, in der Schweiz, im östlichen und zentralen Frankreich, in Polen, in den Baltischen Staaten, Belarus, Russland, Ukraine, Rumänien, Armenien, Aserbaidschan, Kasachstan, Tadschikistan, in der Mongolei, in den chinesischen Provinzen Shanxi, westlichen Sichuan, Xinjiang, Tibet sowie nordwestlichen Yunnan, in Sikkim, in Kanada und den Bundesstaaten der USA: Alaska, Colorado, Montana, New Mexico und Utah.
In Deutschland kam der Moor-Steinbrech mäßig häufig vor, er ist aber seit den 1990er Jahren, wie auch in Österreich verschollen. In der Schweiz gibt es noch einen Wuchsort.
Der Moor-Steinbrech besiedelt feuchte Standorte. In Deutschland war er auf nährstoffarme Zwischen- und Flachmoore beschränkt. In China gedeiht Saxifraga hirculus in Wäldern, alpinen Matten und in Felsspalten in Höhenlagen zwischen 2100 und 5000 Meter. Saxifraga hirculus gedeiht in Nordamerika in feuchten, meist moosigen, arktischen und alpinen Tundren und feuchten alpinen Matten.
Der Moor-Steinbrech kommt in der meridionalen bis arktischen Klimazone in subkontinentalen bis kontinentalen Klima vor. Er gedeiht in den planaren bis collinen Höhenstufen (Flach- und Hügelland) oder indifferent und der Arealtyp (nach Oberdorfer) ist nordisch (Art des borealen Nadelwald- und Birkenwaldgebietes). Die Vorkommen in Zentraleuropa gelten als Glazialrelikt. Der Klimastress in Zentraleuropa führt bei eiszeitlichen Reliktarten der Moore zu einem Rückgang bis zum Aussterben, so auch bei dieser Art.
Der Moor-Steinbrech ist Kennart des Verbandes Caricion lasiocarpae Vanden Bergh. in Lebr. et al. 1949. Ein weiteres Hauptvorkommen liegt in der Ordnung Montio-Cardaminetalia Pawl. 1928.
Zeigerwerte (Zeigerwerte nach Ellenberg) sind: Lichtzahl: 9 = Volllichtpflanze, Temperaturzahl: 5 = Mäßigwärmezeiger, Kontinentalitätszahl: 7 = gemäßigtes Steppen- bis Steppenklima zeigend, Feuchtezahl: 9 = Nässezeiger, Feuchtewechsel: Überschwemmung zeigend, Reaktionszahl: 4 = Säure- bis Mäßigsäurezeiger, Stickstoffzahl: 2 = ausgesprochene Stickstoffarmut bis Stickstoffarmut zeigend.
Die ökologischen Zeigerwerte nach Landolt et al. 2010 sind in der Schweiz: Feuchtezahl F = 4+f (nass, im Bereich von fließendem Bodenwasser), Lichtzahl L = 4 (hell), Reaktionszahl R = 3 (schwach sauer bis neutral), Temperaturzahl T = 2+ (unter-subalpin und ober-montan), Nährstoffzahl N = 3 (mäßig nährstoffarm bis mäßig nährstoffreich), Kontinentalitätszahl K = 2 (subozeanisch).

## Gefährdung
Der Moor-Steinbrech ist in Europa und weltweit gefährdet; er ist zentraleuropaweit vom Aussterben bedroht. Auf europäischer Ebene wird der Moor-Steinbrech deshalb von der Europäischen Union in der FFH-Richtlinie, Anhang II und IV geführt und somit zu den streng geschützten Tier- und Pflanzenarten von gemeinschaftlichem Interesse gezählt, für deren Erhaltung besondere Schutzgebiete ausgewiesen werden müssen.
In Deutschland wurde im 20. Jahrhundert ein starker Rückgang verzeichnet und er wurde als vom Aussterben bedroht bewertet. Nach Bundesnaturschutzgesetz ist er streng geschützt. In Schleswig-Holstein (1990), Niedersachsen und Bremen (1993), Mecklenburg-Vorpommern (1992), Brandenburg und Berlin (1993, 2006), Baden-Württemberg (1999) sowie Hamburg (1998) gilt der Moor-Steinbrech als ausgestorben oder verschollen (in Klammern die Jahreszahl der Bewertung der Daten). In Bayern galt er 1987 vom Aussterben bedroht. Schon am Ende des 19. Jahrhunderts war der Moor-Steinbrech größtenteils verschwunden. Nach Hermann Merxmüller waren 1965 die Bestände in Bayern am Erlöschen. In Südschwaben gab es den letzten Nachweis 1981, im Murnauer Moos blühte er zuletzt 1992 und ist seit 1995 verschollen. Er gilt seitdem als in Deutschland als verschollen und ist wohl auf dem bundesdeutschen Gesamtgebiet ausgestorben (NABU Stand 2005).
Der Moor-Steinbrech ist auch im Gebiet von Österreich, Liechtenstein und Südtirol ausgestorben.
Der Moor-Steinbrech war schon früher in der Schweiz selten. Er kam an mehreren Standorten im Jura von der La Dôle bis Tavannes, zwischen dem Genfer- und dem Greyerzersee, bei Bex, in den Waadtländer und Freiburger Alpen, auf dem Geissberg ob Zug und bei Einsiedeln vor. Seit den 1950er Jahren ist nur noch eine Population am Col du Marchairuz, im Marais des Amburnex bekannt. In Mitteleuropa kommt er außerdem nur noch in Polen und in Dänemark vor.

## Taxonomie und Systematik
Die Erstveröffentlichung von Saxifraga hirculus erfolgte 1753 durch Carl von Linné in Species Plantarum. Das lateinische Wort hirculus bedeutet „Böckchen“, dies bezieht sich auf die zwei hörnchenförmigen Griffel, die auch auf der Frucht gut erkennbar (siehe Illustration) sind und auf den stechenden Geruch. Nach H.Huber in Hegi ist es allein der leichte Bocksgeruch, auf den der Namen zurückgeht. Carl von Linné hatte die Bezeichnung Hirculus als Gattungsnamen von Charles de l’Écluse übernommen. Synonyme für Saxifraga hirculus L. sind: Leptasea alaskana Small, Saxifraga autumnalis L., Saxifraga flava Lam., Saxifraga lanuginosa Decne., Saxifraga lutea Gilib., Saxifraga nutans Adams, Saxifraga palustris Salisb., Saxifraga propinqua R.Br., Hirculus punctatus Raf., Hirculus ranunculoides Haworth und Saxifraga reflexa St.-Lag.
Die Art Saxifraga hirculus gehört zur Serie Hirculoideae aus der Subsektion Hirculoideae in der Sektion Ciliatae innerhalb der Gattung Saxifraga.
Von der Art Saxifraga hirculus gibt es bei einigen Autoren (beispielsweise O. Hedberg 1992) bis zu vier Unterarten. Andere Autoren erkennen diese Unterarten nicht an (beispielsweise in der Flora of North America sowie P. K. Holmgren & N. H. Holmgren 1997). Weitere Untersuchungen sind erforderlich, um dies zu klären.

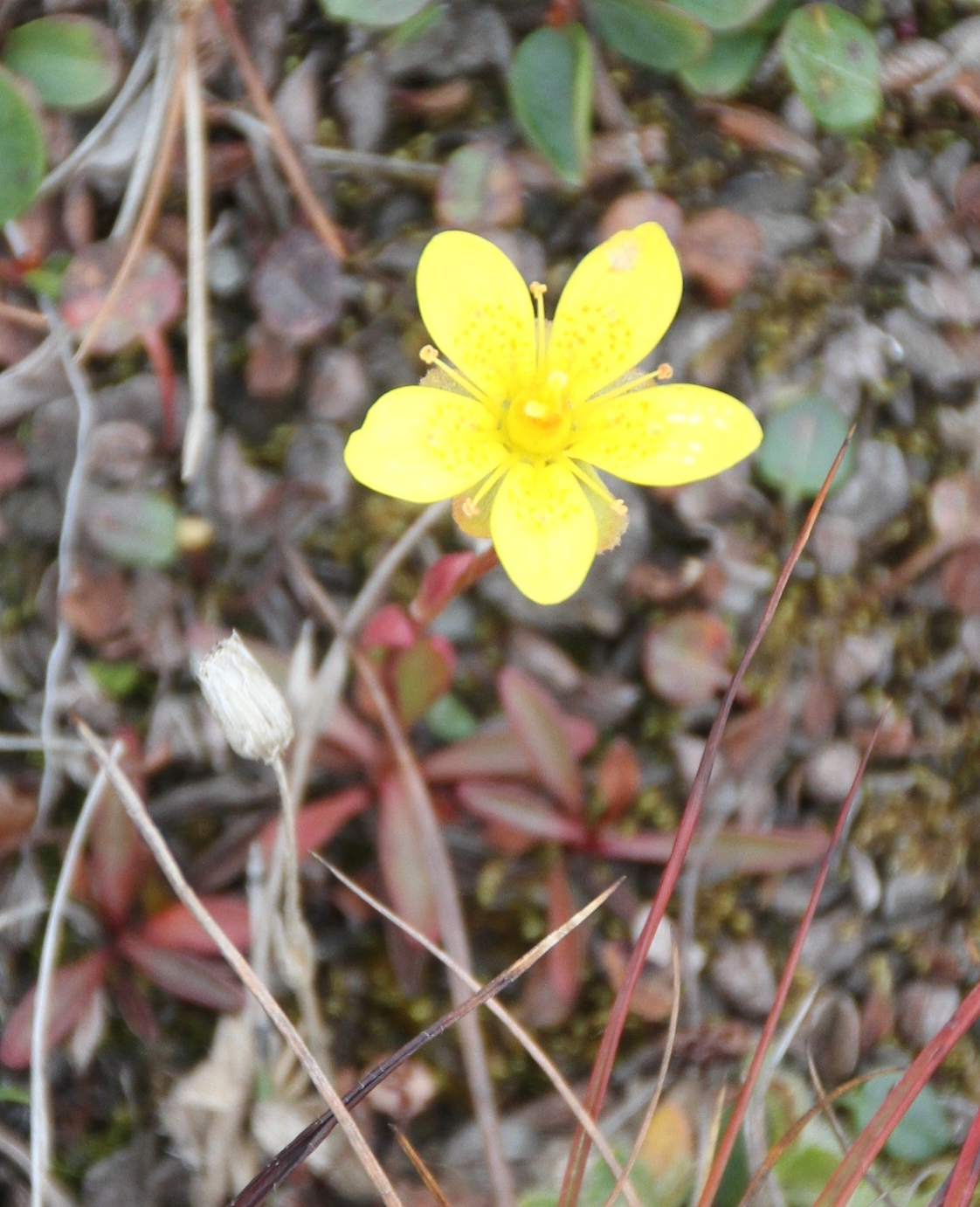
Blüte von Saxifraga hirculus subsp. compacta auf Spitzbergen

Die vier Unterarten nach O. Hedberg 1992:
- Saxifraga hirculus L. subsp. hirculus: (2n = 32) Sie kommt zirkumboreal vor, beispielsweise in Nordamerika von Ontario bis Alaska vor.
- Saxifraga hirculus subsp. coloradoensis Hedberg: (2n = 16) Sie kommt nur in Colorado vor.
- Saxifraga hirculus subsp. compacta Hedberg (Syn.: Saxifraga hirculus subsp. alpina (Engl.) Á.Löve): (2n = 32). Sie kommt hauptsächlich im arktischen Eurasien, auf Inseln im Nordatlantik (Island, Spitzbergen), im östlichen Grönland und in Alaska vor.[24]
- Saxifraga hirculus subsp. propinqua (R.Br.) Á.Löve & D.Löve: (2n = 16, 24) Sie kommt nahe der Arktis in Labrador und vom nordwestlichen Grönland bis Alaska vor.